# Axel Melzener
Axel Melzener (* 7. November 1975 in Solingen) ist ein deutscher Drehbuchautor, Musiker, Autor und Dozent. Er lebt und arbeitet in Köln.

## Leben und Wirken
Melzener begann seine Arbeit in der Medienindustrie als Komponist für Video- und Computerspiele. Im Alter von 17 Jahren produzierte er mit dem Programm Protracker die Musik für die Wirtschaftssimulation Big Sea, die 1994 erschien, in den nächsten Jahren folgten zahlreiche weitere Spiele-Soundtracks. Im Zuge dessen wurde er auch als Game Designer und Storywriter tätig und realisierte unter anderem das Fantasy-Rollenspiel Jaktar-Der Elfenstein und das international veröffentlichte Echtzeit-Strategiespiel Mayday: Tag der Entscheidung.
1996 begann Melzener ein Studium mit Schwerpunkt Drehbuch und Creative Producing an der Filmakademie Baden-Württemberg in Ludwigsburg. Während des Studiums schrieb er bis zu seinem Abschluss 2001 mehr als ein Dutzend Drehbücher für Kurzfilme. Nach seinem Studium gründete er mit Jørn Precht und Frank Weiss das Autorenbüro typewriters, das sich für die Drehbücher von Fernsehproduktionen wie die erste queere deutsche Sitcom Trautes Heim verantwortlich zeigte. Das Trio war Preisträger für das beste Sitcom-Konzept für den Sat.1 Talents Award. Die drei verfassten 2003 auch das Drehbuch für den Kinofilm Abgefahren – Mit Vollgas in die Liebe.
Der von Melzener ursprünglich als ‚Spec Script‘ (Drehbuch ohne Auftrag) geschriebene Horrorfilm Schreie der Vergessenen wurde von Rüdiger Heinze und Stefan Sporbert produziert und 2012 mit dem Bayerischen Fernsehpreis ausgezeichnet. Er war aufgrund seiner Thematik umstritten, wurde jedoch auch von der Kritik gelobt. Der Kriegsfilm Höre die Stille wurde 2016 in der Kategorie Bester Film auf dem Shanghai International Film Festival nominiert und brachte Melzener im selben Jahr auf dem Haryana International Film Festival den Preis für das beste Drehbuch ein. Im von ihm geschriebenen Animationsfilm Manou – flieg flink! liehen die Hollywoodstars Kate Winslet und Willem Dafoe den Hauptfiguren ihre Stimmen.
2020 war er zusammen mit Julia Nika Neviandt der Creator und Drehbuchautor der ZDFneo-Serie Dunkelstadt, die unter der Regie von Aslı Özge entstand.  Das Schreibduo verfasste auch Folgen von Alarm für Cobra 11 – Die Autobahnpolizei und war 2022 und 2023 am Reboot der Mystery-Serie X-Factor: Das Unfassbare beteiligt, welches in Deutschland entwickelt und den USA gedreht wurde.
Neben Drehbüchern schreibt Melzener auch Sachbücher, darunter „Kurzfilm-Drehbücher schreiben: Die ersten Schritte zum ersten Film“. 2022 erschien nach mehrjähriger Arbeit „Genre: Ein Leitfaden für Autoren“, drn Oliver Schütte im Podcast Stichwort Drehbuch als „auf jeden Autoren-Schreibtisch gehörend“ empfahl.
Melzener arbeitet weiterhin als Musiker. Er hat über 500 lizenzfreie Musikstücke veröffentlicht, die in zahlreichen Werbeclips und Industriefilmen verwendet wurden. 2011 gründete er unter dem Pseudonym Tom Tron mit der Schauspielerin Mine Voss die Elektropop-Band Emotikon und veröffentlichte ein Album. Das Musikvideo zum Song When Does My Life Begin wurde vom Brickfilmer Steffen Troeger animiert. 2015 erschien das zweite Album Two of a Kind mit der Sängerin Natalie Malladi-Rao bei Timezone Records. Im Oktober desselben Jahres trat die Band im Rahmen der von Rüdiger Esch veranstalteten Electri_city Conference als Vorgruppe von Heaven 17 im Düsseldorfer Zakk auf. Melzener führte auch Regie bei einigen Musikvideos der Band, wie für die Single Maschine (2020).
Von 2001 bis 2010 war Melzener Dozent für Drehbuch an der Interspherial Drehbuchschule in Stuttgart, 2008 englischsprachiger Gastdozent für Dramaturgie und Filmgeschichte an der International Academy of Film and Television Cebu. Außerdem war er als Dozent an der München Film Akademie und dem filmwissenschaftlichen Institut der Universität Zürich tätig. Heute unterrichtet er an der Internationalen Filmschule Köln.

## Veröffentlichungen (Auswahl)

### Als Drehbuchautor
- 1999: Mensch, Jesus! (Kurzfilm)
- 2003: Lenßen & Partner (Fernsehserie, vier Folgen)
- 2004: Abgefahren – Mit Vollgas in die Liebe
- 2004: Trautes Heim (Fernsehserie, Folge Warme Stimmen)
- 2007: Kimberley & Co (Kurzfilm)
- 2011: Schreie der Vergessenen (Fernsehfilm)
- 2013: 3 Regeln (Kurzfilm)
- 2016: Höre die Stille
- 2018: Alarm für Cobra 11 – Die Autobahnpolizei (Fernsehserie, zwei Folgen)
- 2019: Manou – flieg’ flink!
- 2020: Dunkelstadt (Fernsehserie, sechs Folgen)
- 2020: Ein Sommer an der Moldau (Fernsehfilm)
- 2022: X-Factor: Das Unfassbare (Fernsehserie, Staffel 5)
- 2023: X-Factor: Das Unfassbare (Fernsehserie, Staffel 6)

### Als Autor
- 2010: Kurzfilm-Drehbücher schreiben: Die ersten Schritte zum ersten Film, Sieben-Verlag
- 2010: Weltenbauer: Fantastische Szenarien in Literatur, Games und Film
- 2011: Mit jeder Seite besser: Problemlösungen für Drehbuchautoren, Sieben-Verlag
- 2022: Genre: Ein Leitfaden für Autoren, Herbert von Halem Verlag
- 2023: Schatten über Colonia – Ermittlungen am Rand des Römischen Reichs, FISCHER Scherz

## Belege
1. ↑  Axel Melzener. Abgerufen am 21. August 2023 (englisch).
2. ↑  Jaktar: Der Elfenstein. Abgerufen am 21. August 2023 (englisch).
3. ↑  Mayday: Conflict Earth (1998). Abgerufen am 21. August 2023 (englisch).
4. ↑  Who is who. Abgerufen am 20. Juli 2020.
5. ↑  Abgefahren - Mit Vollgas in die Liebe. Abgerufen am 21. August 2023.
6. ↑  Süddeutsche Zeitung: Auszeichnungen für Loos und Rohde. 15. Mai 2012, abgerufen am 21. August 2023.
7. ↑  Schreie der Vergessenen – Kritik zum Film bei Tittelbach.tv. Abgerufen am 21. August 2023.
8. ↑  Höre die Stille (2016) - Auszeichnungen - IMDb. Abgerufen am 21. August 2023 (deutsch).
9. ↑  Fischer Theater Medien. Abgerufen am 21. August 2023.
10. ↑  Manou - Flieg flink! (Manou the Swift) - 2019. Abgerufen am 21. August 2023.
11. ↑  Dunkelstadt – Kritik zum Film bei Tittelbach.tv. Abgerufen am 21. August 2023.
12. ↑  "X-Factor: Das Unfassbare": Neue Folgen wieder im Rahmen von Marathon-Programmierung. Abgerufen am 21. August 2023.
13. ↑   Genre: Ein Leitfaden für Autoren
14. ↑  Player FM: Genre. 22. März 2022, abgerufen am 21. August 2023 (englisch).
15. ↑  Soundtaxi: Soundtaxi | Gemafreie Musik. Abgerufen am 21. August 2023.
16. ↑  Emotikon. 21. September 2012, abgerufen am 21. August 2023.
17. ↑  EMOTIKON Two of a Kind CD-Review | Kritik. Abgerufen am 21. August 2023 (deutsch).
18. ↑  Emotikon - "Maschine (Chiptune Version)". Abgerufen am 21. August 2023 (deutsch).
19. ↑  Dozenten. Interspherial Drehbuchschule, abgerufen am 21. Juli 2020.
20. ↑  Axel Melzener. In: München Film Akademie. Abgerufen am 21. Juli 2020.

| Personendaten    | Personendaten                                         |
| ---------------- | ----------------------------------------------------- |
| NAME             | Melzener, Axel                                        |
| KURZBESCHREIBUNG | deutscher Drehbuchautor, Autor, Spielautor und Dozent |
| GEBURTSDATUM     | 7. November 1975                                      |
| GEBURTSORT       | Solingen                                              |